# D'oh Canada
«D'oh Canada», titulado «D'oh Canadá» en Hispanoamérica y «¡Jo! Canadá» en España, es el vigesimoprimero y antepenúltimo episodio de la trigésima temporada de la serie animada Los Simpson, y el episodio 660 de la serie en general. Se emitió en Estados Unidos en Fox el 28 de abril de 2019.

## Argumento

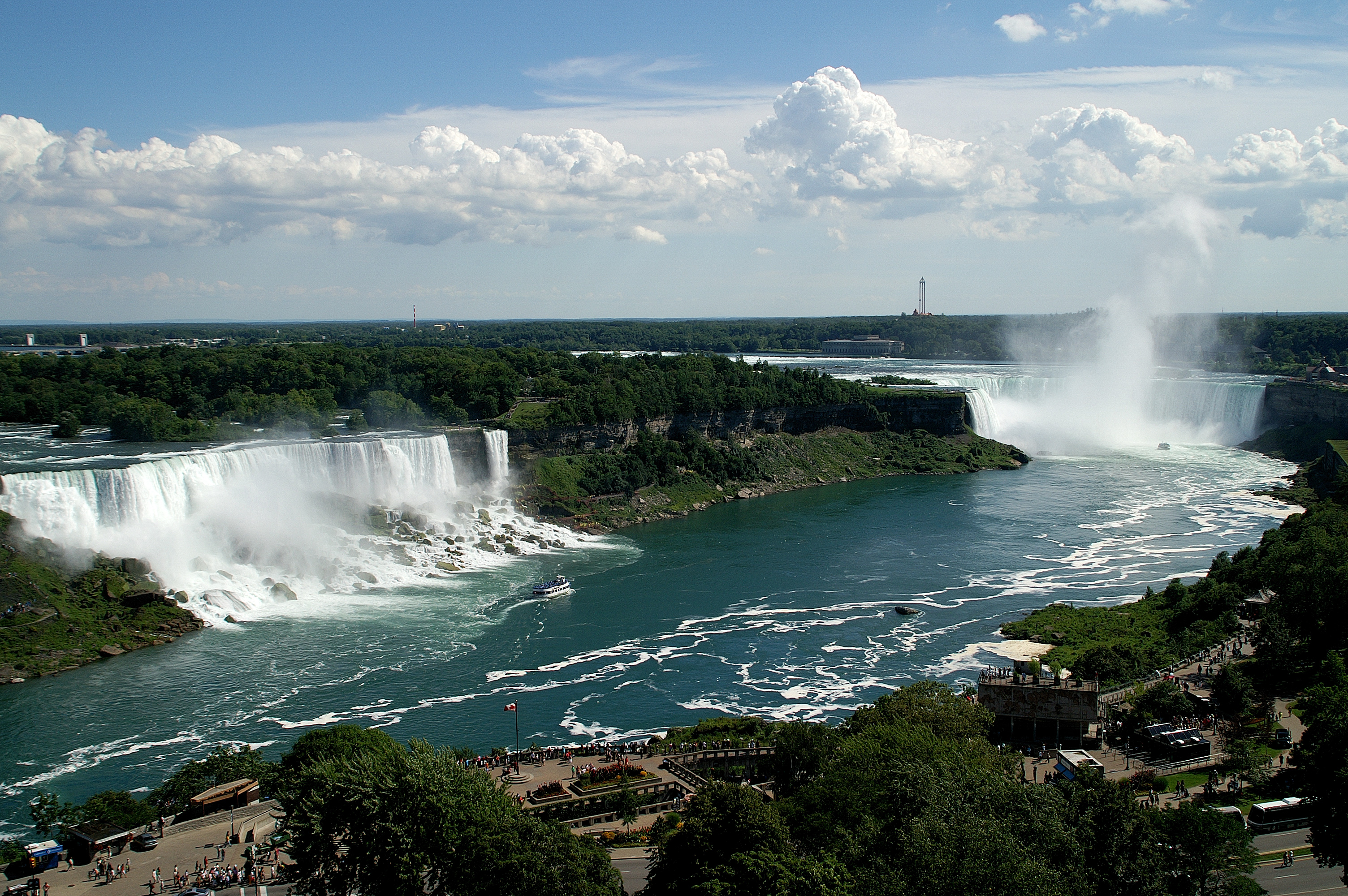
Las cataratas del niágara, paraje de estos personajes en este episodio.

La familia Simpson está en el Monte Splashmore, en la fila para andar en el tobogán acuático, cuando Homer comienza a decir "Puntos" y se los lleva cuando llegan a la cima, suben al auto y salen de la ubicación ahora "rango de prueba de guerra biológica".
Homer ha ganado 2 millones de puntos de fidelidad en recompensas de hoteles y los lleva a las cataratas del Niágara, viajando por la parte alta del estado de Nueva York cantando una canción. En las cataratas, Bart y Lisa comienzan a rebotar unos contra otros en el juego Battle for the Fall, pero ella rebota demasiado fuerte en las cataratas, donde es rescatada por la policía montada del Canadá.
Ella es llevada a la sala de emergencias en el hospital donde la Dra. Chang comienza a cuidarla, diciendo que está bien, pero recomendó una estadía de cinco días para asegurarse. Cuando Homer mencionó haber tomado otra hipoteca, la Dra. Chang le recordó que estaban en Canadá y que su atención médica era gratuita. Lisa comienza a despotricar con el montado canadiense sobre Estados Unidos, le dio una inyección que la calmó.

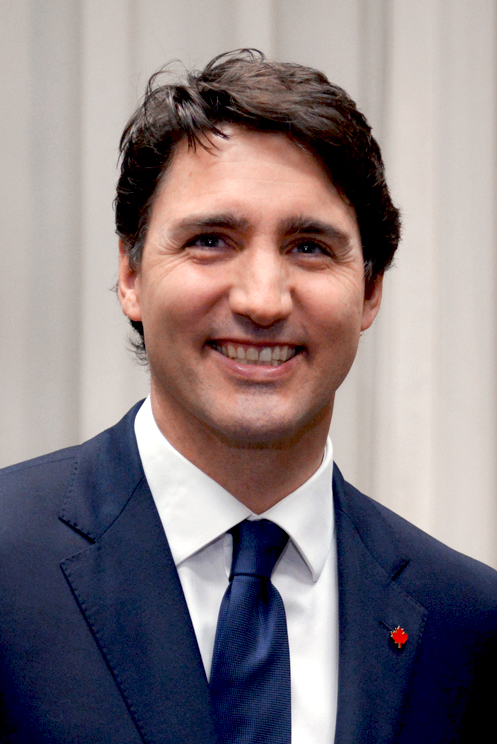
Justin Trudeau, político liberal canadiense y 23.er primer ministro de Canadá, hizo su aparición en este episodio.

Cuando no quieren dejarla allí, deportaron al resto de la familia y colocaron a Lisa en un hogar de acogida. Springfield recibe un mal golpe una vez que Lisa se va, incluida la Banda de la Escuela Primaria Springfield. Lisa comienza a asistir a la escuela primaria Alanis Morissette y le preguntó si podía enviar una nota a Justin Trudeau para disculparse por lo que el presidente estadounidense había dicho sobre él.
La llevan a hablar con él por Skype. Está molesto por ser llamado "débil", lo que demuestra su fuerza hacia ella. Lisa luego le preguntó a Trudeau sobre el asunto SNC-Lavalin y Trudeau dejó a su oficial por la ventana y bajó la pared para escapar. Lisa luego le pregunta sobre el asunto SNC-Lavalin y Trudeau salió de su oficina por la ventana y bajó la pared para escapar. Lisa luego trata de ser ofendida en la obra de teatro de la escuela.
En el río Detroit en el puente Ambassador, Marge se esconde en el automóvil del adolescente de la voz aguda para llegar al hogar de acogida, y la obliga a irse. La maestra le cuenta algunas cosas malas sobre Canadá para que se sienta mejor al irse, mientras un Ralph Wiggum canadiense juega alrededor de la nieve.
No obstante, en el consulado estadounidense, no les permitirán regresar a sus hogares, por lo que les piden que regresen a Canadá, pero se niegan. Marge le pide a Lisa que reconsidere las cosas buenas de la casa que se va. Eso la convence de regresar, pero las personas que se suponía que los llevarían de regreso a Estados Unidos los dejan en medio de un río congelado.

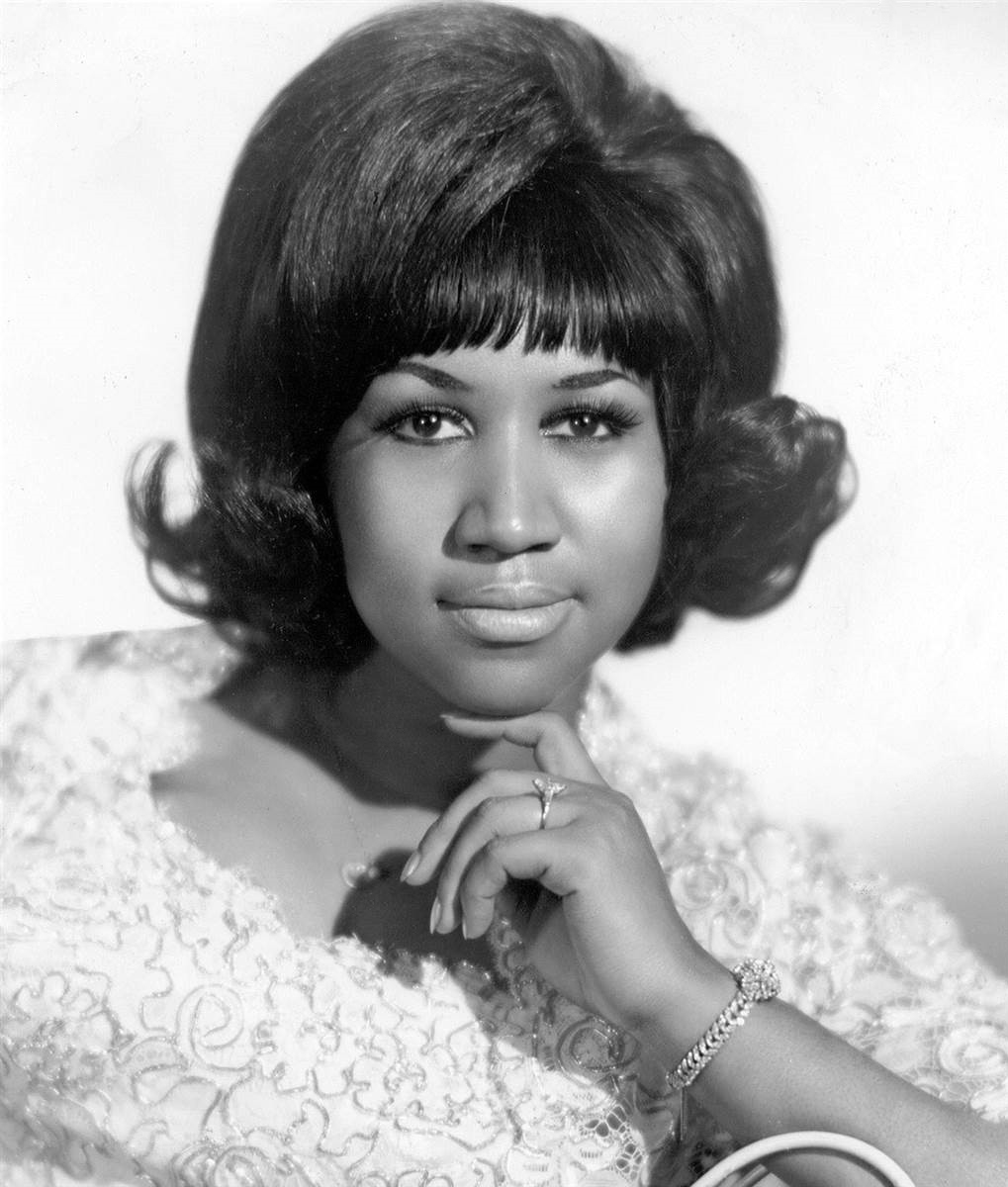
Aretha Franklin, cantante estadounidense de soul, R&B y góspel (1942-2018), también hizo su aparición en este episodio.

Homer y Bart vienen al rescate con un camión, pero se hunde en el río, por lo que comienzan a correr y regresan a Springfield, donde Lisa se vuelve a conocer, incluso al ver al pony Princesa y Ralph. Por su espectáculo y contar, Lisa trajo al montado canadiense, que también trajo al padre de Nelson con él.

## Recepción
Dennis Perkins de The A.V. Club le dio al episodio una clasificación B-, indicando que "'D'oh Canada' quiere atravesar sus objetivos en el lado estadounidense de la frontera teniendo el enamoramiento de Lisa con todo lo canadiense (cortesía, un joven primer ministro fornido, monturas con hermosos caballos, castores de rescate con capa, atención médica gratuita, escuelas que ponen en producciones que invitan a la reflexión de la leyenda literaria canadiense de Margaret Atwood (El cuento de la criada) enfocan las púas del espectáculo de manera más aguda y directa de lo habitual".
"D'oh Canada" obtuvo un rating de 0.8 con un 4 de share y fue visto por 1.93 millones de espectadores.
El saludo simulado musical para la parte alta del estado de Nueva York atrajo una atención sustancial de los nativos de esa área, incluida una respuesta del Comité Republicano del Estado de Nueva York que culpaba a las políticas de Andrew Cuomo por hacer de la región un hazmerreír y una verificación de hechos del diario Rochester Democrat and Chronicle, que concluyó que la mayoría de las afirmaciones eran ciertas, pero que algunas (como la audiencia de Fox News y las reclamaciones por discapacidad) eran engañosas o no demostrables. La Gran Feria del Estado de Nueva York respondió que estaban tomando la canción en broma, pero invitarían a los escritores a la feria para permitirles ver el área en persona.
El episodio fue criticado a finales de abril de 2019 por ofender a algunas personas. Si bien el episodio se burló de los jefes de Estado estadounidenses y canadienses Donald Trump y Justin Trudeau, y trajo a colación el asunto SNC-Lavalin, los aspectos que causaron ofensa se relacionaron en gran medida con una canción de parodia de Frank Sinatra, en donde Homer se burló de la parte Alta del estado de Nueva York y para el uso del insulto "newfie" en relación con los residentes canadienses de Terranova. En este último, varios niños canadienses repiten "estúpidos novatos" antes de que un personaje que se parece mucho a Ralph Wiggum se llame a sí mismo uno y proceda a golpear a un cachorro de cría de foca con un garrote mientras canta sobre ser un Terranova. El músico Bruce Moss rechazó una oferta de los productores del programa para usar su canción "The Islander" para el episodio, refiriéndose a ellos como "moralmente en bancarrota" y rechazando en 20.000 dólares estadounidenses.